# Acanthize de Tasmanie
Espèce
Statut de conservation UICN

 LC  : Préoccupation mineure
L'Acanthize de Tasmanie (Acanthiza ewingii) est une espèce de passereau endémique d'Australie. C'est un petit oiseau brun vivant uniquement en Tasmanie et dans les îles du détroit de Bass. C'est un oiseau commun dans ces régions où on le trouve souvent dans les forêts humides et les zones de broussailles. Il se reproduit exclusivement dans les zones froides et humides.

## Alimentation
Son régime alimentaire s'articule principalement autour de petits insectes qu'il recherche et consomme près du sol. 

## Description
Long de 10 centimètres, cet oiseau a un plumage principalement brun clair sauf le dessous de la queue qui est blanc et le poitrail strié de gris. Il n'y a pas de différence de coloration ou de taille entre les sexes. 

## Sous-espèces
D'après Alan P. Peterson, il existe deux sous-espèces :
- Acanthiza ewingii ewingii Gould, 1844 — Tasmanie et île Flinders ;
- Acanthiza ewingii rufifrons Campbell, 1903 — île King.